# سیفون توالت
سیفون توالت (به فرانسوی: Siphon) (به یونانی: σίφων) یا فلاش تانک (به انگلیسی: Flush toilet) مکانیزمی است که برای گردآوری و رهاسازی یکبارهٔ آب به منظور شستن و با خود بردن مدفوع یا دیگر اشیاء در توالت یا محوطهٔ صنعتی استفاده می‌شود. مکانیزم هوشمندِ آن بر این اساس است که با کشیدن ضامن، درپوش که با وزن خود آب تانک مسیر خروج را مسدود کرده بود، آزاد می‌شود و پس از جدایی، شناور متصل به درپوش، آن را از مجرا به بالا نگاه می‌دارد تا آب مخزن به اتمام برسد و درپوش دوباره روی مجرا قرار گیرد. حال سطح آب شروع به بالا رفتن می‌کند تا زمانی که مکانیزم دیگری آب ورودی به مخزن را قطع می‌کند تا از سرریز شدن آن جلوگیری کند. حال فلاش تانک آماده است تا دوباره با فرمان ضامن عمل کند.
ارتفاع مخزن آب انرژی پتانسیل لازم را فراهم می‌آورَد. لولهٔ قطور، که حداقل افت انرژی را دارد، این انرژی را به صورت جنبشی در محل موردنظر تخلیه می‌کند. در کل هدف این است که حجم زیاد آب در زمان کم فراهم شود.

## نگارخانه

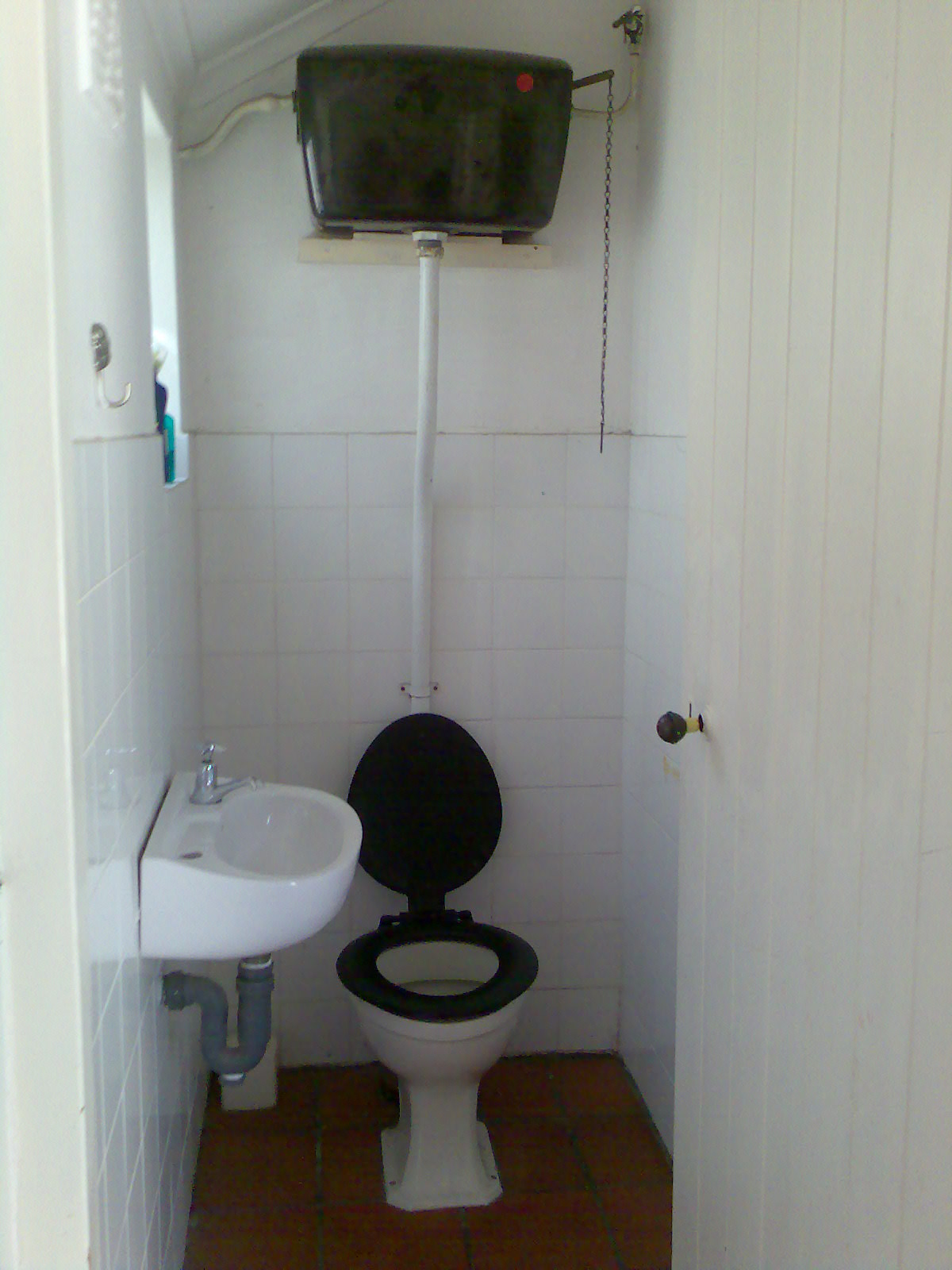
توالت فرنگی قدیمی با اهرم و زنجیر آویزان
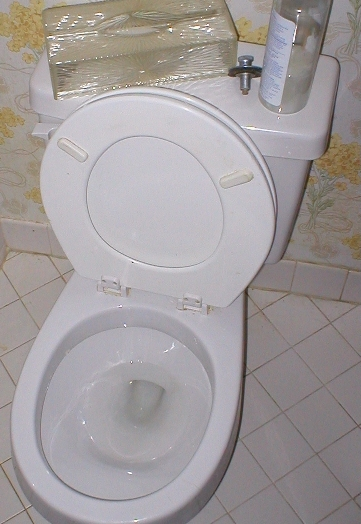
توالت فرنگی جدید
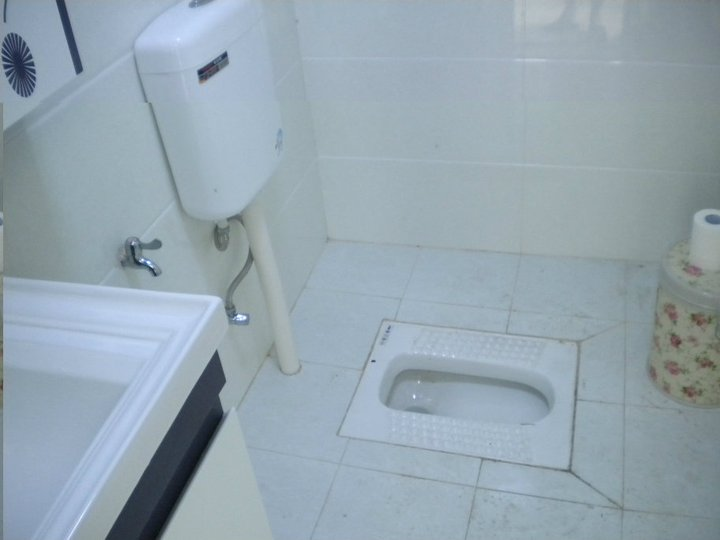
یک توالت شرقی